# Mare de Déu de la Pietat de Palau de Noguera
La Mare de Déu de la Pietat de Tremp és una capella de Palau de Noguera, a municipi de Tremp (Pallars Jussà) protegida com a Bé Cultural d'Interès Local.

## Descripció
La capella de la Mare de Déu de la Pietat es troba aïllada als afores del nucli antic del poble, a una mena de plaça, creada per l'entrecreuament de tres carrers.
És una capella de petites dimensions, de planta rectangular, volta de canó i coberta superior de lloses de pedra a dues vessants.
La façana principal és oberta, seguint la volta interior i acabada amb reixa metàl·lica i porta de fusta. Tota la façana culmina amb una espadanya d'un ull, amb arc escarser, de factura posterior.
L'aparell de al construcció varia en funció de la façana, combinant parts de carreus irregulars amb altres de regulars i ben definits.